# Maydh
Maydh oder Mait ist eine Ortschaft mit Hafen am Golf von Aden in der Region Sanaag in Somaliland/Nordsomalia.
Maydh war neben Zeila, Berbera und Heis einer der Orte an der Küste Nordsomalias, an denen sich arabische und persische Händler niederließen.
In Maydh befindet sich die Grabstätte von Scheich Isaaq, dem Stammvater des Somali-Clans der Isaaq, die das Ziel von Pilgerreisen ist. Über den Hafen von Maydh wird Vieh vor allem in die Staaten der Arabischen Halbinsel exportiert, dieser Hafen ist jedoch weit weniger bedeutend als derjenige von Berbera.
Vor der Küste liegt die Maydh-Insel (Jasiira Maydh).